# 유쾌한 서니
유쾌한 서니(Sonny with a Chance)는 2009년 2월 8일부터 2011년 2월 2일까지 디즈니 채널에서 방영된 시트콤이다.

## 캐스트
- 데미 로바토 - Allison Munroe
- 티퍼니 손턴 - Tawni Hart
- 스털링 나이트 - Chad Dylan Cooper
- 브랜던 마이클 스미스 - Nico Harris
- 더그 브로슈 - Grady Mitchell
- 앨리신 애슐리 암 - Zora Lancaster